# Ponoko
Ponoko là một dịch vụ trực tuyến cho sản xuất. Nó đã thu hút sự chú ý của giới truyền thông vì mô hình kinh doanh độc đáo của nó, là một trong những nhà sản xuất đầu tiên sử dụng sản xuất phân tán và sản xuất theo yêu cầu.

## Mô hình phân phối
Ponoko xây dựng dựa trên sự thành công của thời đại thông tin và áp dụng nó vào chế tạo kỹ thuật số
Ponoko nhận thiết kế kỹ thuật số của khách hàng, sau đó in nó bằng 3D hoặc cắt tại thời điểm mua bằng máy cắt laser, máy phay CNC hoặc máy in 3D. Các nhà sản xuất tồn tại trong một mạng lưới phân phối đang phát triển trên toàn thế giới, và thường nhà sản xuất gần nhất với khách hàng là nguồn cung cấp. Khách hàng sau đó có thể bán các vật phẩm của họ thông qua trang web Ponoko hoặc các cửa hàng bán lẻ của riêng họ.
Trong khi Ponoko sử dụng các nhà sản xuất máy in 3D để bàn để sản xuất các sản phẩm quy mô nhỏ, nhiều người tin rằng sản xuất phân phối theo yêu cầu đó có thể tạo ra một sự thay đổi mô hình chính trong sản xuất. Tính đến năm 2009, trang web Ponoko có 20.000 mặt hàng có sẵn.

## Lịch sử
Ponoko được thành lập bởi David ten Have và Derek Elley năm 2007 và ra mắt vào tháng 9 cùng năm tại TechCrunch 40. Trong năm 2009, Ponoko đã hình thành mối quan hệ với 100K Garages, một mạng lưới phi tập trung các nhà sản xuất shop-bot ở Bắc Mỹ. Trong năm 2010, công ty bắt đầu hình thành mối quan hệ tương tự với các dịch vụ sản xuất địa phương Formulor, Vectorealism, RazorLab và mở văn phòng ở châu Âu.
Năm 2011, Autodesk đã công bố mối quan hệ đối tác với Ponoko như một phần trong đợt chào bán 123D của họ. Cuối năm 2011, Autodesk đã công bố ra mắt dịch vụ 123D Make và 123D Catch sử dụng Ponoko Personal FactoryTM cung cấp dịch vụ chế tạo cho người dùng các công cụ này.
Tại Maker Faire 2012 Ponoko đã công bố rằng họ là nền tảng chế tạo phía sau Local Motors Local Forge và MadeSolid.